# Ljubav i mržnja
Ljubav i mržnja (šp. Mundo de Fieras) meksička je telenovela produkcijske kuće Televisa. Glavne uloge imali su Gaby Espino, Cesar Evora i Edith Gonzalez.

## Sinopsis
Gabriel i Demian identični su blizanci razdvojeni nakon rođenja. Gabriel je odrastao uz luksuz i sigurnost voljenih usvojitelja. Demian je, s druge strane, živio u siromaštvu i bio zanemaren, te je s vremenom postao okrutan i odao se kriminalu. U bijegu od policije stradao je u prometnoj nesreći i ostao bez noge. Kada Demian sazna za Gabriela, njegovim umom zavlada prijezir. Svoje nezadovoljstvo i bijes usmjerava na brata i nastoji učiniti sve da ga uništi. 
No, Gabrielov život daleko je od savršenog. Njegova se prva žena, s kojom ima sina Rogelija, razboljela i umrla tijekom poroda njihove kćeri Pauline. Nakon nekog vremena upoznao je Joselyn, atraktivnu mladu udovicu s kćeri i oženio je. Prvih godina braka bili su sretni i dobili sina Luisita. No, nakon što su doživjeli prometnu nesreću u kojoj je Joselyn pobacila, a Luisito ozlijedio noge, njihov odnos se pogoršava.  Joselyn je postala bolesno ljubomorna i svakim danom ga sve više udaljavala od sebe. Gabrielovom jadu ovdje nije kraj, jer dom dijeli s njezinim rođacima Clementeom i njegovom hladnom i pohlepnom ženom Miriam.
Demianov je, pak, brak lažan. Iskoristio je Regininu ljubav prema Gabrielu i zavarao ju da je to on. Regina je sramežljiva i njezini su roditelji učinili sve kako bi spriječili taj brak. Kada to nisu uspjeli, Reginin se život s Damienom pretvara u pakao. On ju zlostavlja i maltretira svojom ljubomorom tvrdeći da je njihov sin Juan Cristobal Gabrielov izvanbračni sin.
Juan Cristobal i Gabrielova kći Paulina zaljube se i prisiljeni su boriti se protiv mržnje koja postoji između njihovih obitelji, te protiv zlih spletki Joselynine kćeri Karen. Gabrielov dom dodatno potrese dolazak Clementeove nezakonite kćeri Mariangele. Iako Miriam zabranjuje suprugu da Mariangelu prizna kao svoju kći, dopušta joj da ostane kao Luisitova učiteljica samo kako bi ju ponizila. Ostali ukućani u Mariangeli vide vrijednu mladu ženu. 
Među njima je i Leonardo, sin kućepaziteljice Candelarije. Na prvi pogled zaljubi se u nju i nastoji pridobiti njezinu ljubav. Mariangelin dolazak donijet će neočekivane promjene u živote svih, a posebice u Gabrielovo srce. Ipak, Mariangela neće biti jedina osoba koja će utjecati na mir u obitelji i u Gabrielovom životu. Dolores, sestra Joselyninog prvog supruga, izlazi iz zatvora nakon što joj je namješteno bratovo ubojstvo. Ispod njezine ponizne redovničke halje krije se šokantna prošlost koja sada traži pravdu i osvetu.

## Uloge
| Glumac            | Lik                                               | Opis                                                                                 |
| ----------------- | ------------------------------------------------- | ------------------------------------------------------------------------------------ |
| Gaby Espino       | María Ángela “Mariangela” Cruz                    | Glavna junakinja; Luisitova učiteljica                                               |
| Cesar Evora       | Gabriel Cervantes - Bravo & Demian Martínez †     | Glavni junak / Glavni negativac; Gabrielov brat blizanac ; umire u prometnoj nesreći |
| Edith Gonzalez    | Joselyn Rivas del Castillo de Cervantes - Bravo † | Glavna negativka; počinjava samoubojstvo                                             |
| Laura Flores      | Regina                                            | Demianova supruga                                                                    |
| Ernesto Laguardia | Leonardo                                          | Miriamin sin; zaljubljen u Mariangelu                                                |
| Azela Robinson    | Dolores                                           | Tiberijeva majka; dolazi iz zatvora                                                  |
| Rene Casados      | Nicolas                                           | Odvjetnik obitelji Cervantes - Bravo                                                 |
| Sebastián Rulli   | Juan Cristobal                                    | Demianov i Reginin sin                                                               |
| Sara Maldonado    | Paulina Cervantes - Bravo                         | Gabrielova posvojena kći                                                             |
| Michelle Vieth    | Karen Farias Rivas del Castillo                   | Negativka; Joselynina kći                                                            |
| Carmen Salinas    | Candelaria                                        | Leonardova posvojena majka                                                           |
| Helena Rojo       | Miriam de Rivas del Castillo                      | Negativka; Joselynina majka                                                          |
| Margarita Isabel  | Otillia                                           | Federicova supruga                                                                   |
| Eric del Castillo | German                                            |                                                                                      |
| Juan Pelaez       | Clemente Rivas del Castillo †                     | Mariangelin otac; ubija ga Joselyn                                                   |
| Lupita Lara       | Simona                                            |                                                                                      |
| Claudio Baez      | Federico                                          | Otillijin suprug                                                                     |
| Javier Ruan       | Otac Domingo                                      |                                                                                      |
| Paty Díaz         | Belen                                             |                                                                                      |
| Odiseo Bichir     | Tiberio                                           |                                                                                      |
| Sheyla            | Mayeya                                            |                                                                                      |
| Reynaldo Rossano  | Cortito                                           |                                                                                      |
| René Strickler    | Edgar †                                           | Karenin otac; ubija ga Joselyn                                                       |